# Klaus Hasenfratz
Klaus Hasenfratz im Wahlkampf, 1987

Link zum Bild

Klaus Hasenfratz (* 31. Mai 1946 in Bochum) ist ein deutscher Politiker (SPD).

## Leben und Beruf
Nach dem Besuch der Volksschule absolvierte Hasenfratz seit 1960 eine Ausbildung zum Dreher, die er 1963 mit der Facharbeiterprüfung abschloss. Anschließend arbeitete er im erlernten Beruf. 1967/68 leistete er seinen Grundwehrdienst bei der Bundeswehr. Er schloss sich 1960 der IG Metall an, war seit 1981 Mitglied des Betriebsrates und seit 1984 Vorsitzender des Betriebsrates bei der Bochumer Verein Verkehrstechnik GmbH in Bochum.
Am 1. Januar 2008 beendete Klaus Hasenfratz sein aktives Berufsleben.

## Partei
Hasenfratz ist seit 1976 Mitglied der SPD. Er war von 1987 bis 1994 Vorsitzender der Arbeitsgemeinschaft für Arbeit der SPD im Unterbezirk Bochum und wurde anschließend zum stellvertretenden Vorsitzenden des Unterbezirks gewählt.

## Abgeordneter
Hasenfratz war von 1987 bis 2002 Mitglied des Deutschen Bundestages. Er vertrat im Parlament den Wahlkreis Bochum I und war Mitglied des Ausschusses für Verkehr, Bau- und Wohnungswesen.